# Stegastes fasciolatus
Espèce
Stegastes fasciolatus est une espèce de poissons de la famille des Pomacentridae, plus communément appelé Grégoire du Pacifique. Adulte, il mesure environ 15 cm et est reconnaissable aux colorations jaunes qu'il arbore sur ses nageoires dorsales et caudales.